# Pontianak (folclore)

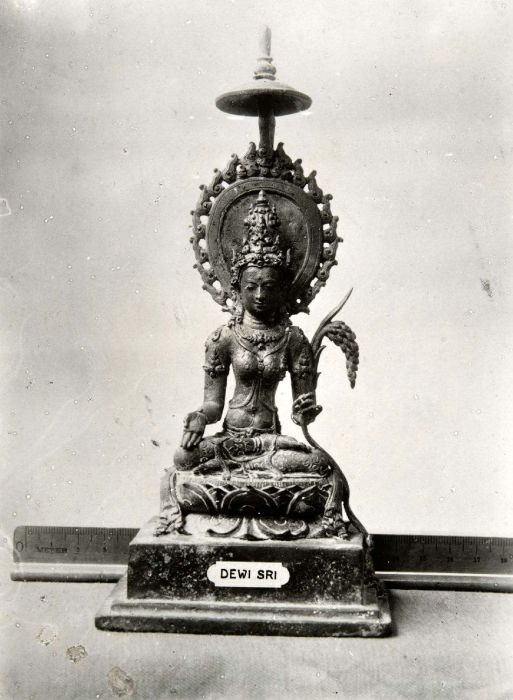
Figura que representa a la diosa del arroz Dewi Sri

Pontianak (del holandés-indonesio: boentianak) es un fantasma vampírico de la mitología asiática, que aparece en Malasia, Indonesia, Bangladés, India, Pakistán y Singapur. También recibe las denominaciones de  matianak, kuntilanak (esta última, a veces, se abrevia como kunti) o inclusive churel. Se dice que es el espíritu de la mujer muerta durante el embarazo o que murió tras ser asesinada por un hombre. A menudo se confunde con una criatura afín, Lang Suir, que también se refiere a una mujer que muere al dar a luz (o también al bebé muerto de una pontianak). La palabra pontianak, según parece, es una corrupción del malayo “perempuan mati beranak”, que significa “la mujer que murió en el parto”. Otra teoría es que es una combinación de puan (mujer) + mati (morir) + anak (hijo/niño). El término matianak significa “la muerte de un niño”. La ciudad indonesia de Pontianak lleva el nombre de esta horripilante criatura, que se decía haber perseguido al primer sultán, cuando este se estableció allí.

## Leyenda y apariencia
A un pontianak generalmente se le representa como una mujer de piel clara, pelo largo y vestido blanco. Se dice que es capaz de asumir un aspecto hermoso y así se aprovecha de los hombres. En la colección de cuentos El Archivo del cónsul de Paul Theroux (1977), se relata que el fantasma es una invención de las esposas malayas, que querían disuadir a sus maridos de encuentros sexuales aleatorios con las mujeres que se encontraban en la carretera por la noche.
En el folclore, un pontianak solo aparece bajo la luna llena y generalmente los gritos del bebé indican la presencia de un pontianak. Si el llanto es suave, significa que el pontianak está próximo, y si es alto, entonces no. Algunos creen que si se oye el aullido de un perro, eso indica que el pontianak está lejos. Si, por el contrario, el can lloriquea, ello denota que el espíritu se acerca. A menudo una fragancia floral semejante a la de la plumeria puede detectar la presencia de un pontianak y entonces se convierte en un hedor horrible.
Esta criatura mata a sus víctimas excavando en sus estómagos con sus uñas afiladas y devorándolas. En algunos casos, arranca los órganos sexuales del individuo masculino con sus propias manos para vengarse. Se dice que si la víctima tiene los ojos abiertos cuando se acerca, se los sorberá de la cabeza. El pontianak encuentra a sus presas rastreando la ropa que éstas dejaron secándose fuera de sus casa. Por esta razón, algunos malayos se niegan a dejar ninguna prenda fuera de sus residencias durante la noche.
Este vampiro se encuentra asociado con los plataneros (en malayo: pokok pisang) y se dice que su espíritu reside en ellos durante el día.
Para defenderse de un pontianak, se ha de apuntalarle un clavo en la nuca. Se dice que, con ello, se logra convertirle en una mujer hermosa y una esposa buena hasta que se quite el clavo. En el caso del kuntilanak, debe hundirse el clavo en el vértice de la cabeza.
El fantasma indonesio Kuntilanak es similar al pontianak, pero más frecuentemente adopta la forma de un pájaro que les chupa la sangre a las jóvenes vírgenes. A través de la magia negra, se puede enviar dicha ave (que hace el sonido “ke-ke-ke” como si estuviera volando) para enfermar a una mujer. El síntoma típico es el sangrado vaginal. Si el kuntilanak se ha encarnado en la figura femenina, cuando un hombre se le acerca, de repente, se vuelve y revela que su espalda está demacrada, pero este aspecto se refiere, más específicamente, a Sundel Bolong, que es un fantasma mítico en la mitología malasia e indonesia.

## Avistamientos
Existen numerosos avistamientos de Pontianak/Lang Suir en todo el sudeste de Asia, especialmente en Malasia e Indonesia. Algunos de ellos responden a bromas y la mayoría son ficticios. En agosto de 2010, agentes de la Real Policía de Malasia, PDRM, grabaron un vídeo de un pontianak en la ciudad de Bentong (en Pahang, Malasia). El vídeo dura 2 minutos y no muestra la aparición del pontianak en su forma completa.